# 第119独立領土防衛旅団 (ウクライナ領土防衛隊)
第119独立領土防衛旅団（だい119どくりつりょうどぼうえいりょだん、ウクライナ語: 119-та окрема бригада територіальної оборони）は、ウクライナ領土防衛隊の旅団。北部作戦管区隷下。

## 概要

### ドンバス戦争

チェルニーヒウ州旗

2018年3月29日、ドンバス戦争の影響に伴い、ウクライナ領土防衛隊の動員が開始され、チェルニーヒウ州で創設された。

### ロシアのウクライナ侵攻

#### 北部・チェルニーヒウ戦線

第119独立領土防衛旅団旗

2022年2月24日、ロシアのウクライナ侵攻で北部チェルニーヒウ州に配備され、ロシア軍に包囲されかかるが、チェルニーヒウ郊外を防御し、4月にロシア軍はチェルニーヒウ方面から撤退した。

#### 東部・バフムート戦線
2022年12月、激戦地の東部ドネツィク州バフムート地区に再配置され、バフムート北のソレダル方面に展開した。2023年3月にロシア軍が捕虜となっていた第163独立領土防衛大隊のオレクサンドル・マツィエウスキーを処刑した動画を公開し、無抵抗の捕虜を処刑したため、ロシア軍の国際人道法違反の可能性が指摘された。

#### 東部・アウディーイウカ戦線
2024年3月、第167独立領土防衛大隊が激戦地の東部ドネツィク州ポクロウシク地区に再配置され、友軍の救援でマリンカ方面に展開した。

## 編制
- 旅団司令部（チェルニーヒウ）
- 第162独立領土防衛大隊（セドニウ）
- 第163独立領土防衛大隊（ニジィン）
- 第164独立領土防衛大隊（プリルキ）
- 第165独立領土防衛大隊（ノーウホロド＝シーヴェルシクィイ）
- 第166独立領土防衛大隊（リプキー）
- 第167独立領土防衛大隊（メナ）

- 火力支援中隊
- 迫撃砲中隊
- 対破壊工作中隊
- 戦闘・後方支援隊
- 衛生隊

## 出身者
- オレクサンドル・マツィエウスキー